# گریگور گیراگوسیان
گریگور یغیشی گیراگوسیان (ارمنی: Գրիգոր Եղիշի Կիրակոսյան؛  زادهٔ ۲۹ فوریهٔ ۱۹۳۶ - درگذشته ۴ ژوئیهٔ ۲۰۲۰) اقتصاددان اهل ارمنستان بود.

## زندگی‌نامه
وی در ۲۹ فوریهٔ ۱۹۳۶ در آشناک به دنیا آمد و از دانشگاه دولتی ایروان فارغ‌التحصیل گشت. همچنین برندهٔ جوایزی همچون نشان آنانیا شیراکاتسی (۰۲۰۰)، مدال درجه یک خدمت به میهن (۲۰۱۱) و مدال یادبود نخست‌وزیر ارمنستان (۲۰۱۰) شده است. وی در ۴ ژوئیهٔ ۲۰۲۰ در سن ۸۴ سالگی درگذشت.

## یادداشت
1. ↑  Տնտեսագիտության դոկտոր